# Hans von Bartels

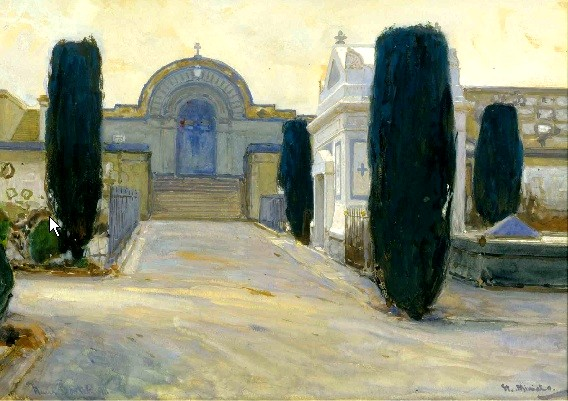
Målning av kyrkogården vid San Miniato al Monte

Hans von Bartels, född 25 december 1856 och död 5 oktober 1913, var en tysk målare.
von Bartels studerade i Düsseldorf och Hamburg. Han var från 1885 verksam i München, och målade främst livfulla strand- och flodlandskap med egenartat staffage, samt även interiörer och figurer. Bartels strävade efter att höja akvarell- och gouachemålningen till samma verkan som oljemålningen. Ett av hans främsta verk, bilden av en stormflod (1892) finns på Alte Nationalgalerie i Berlin.